# Spravedlnost

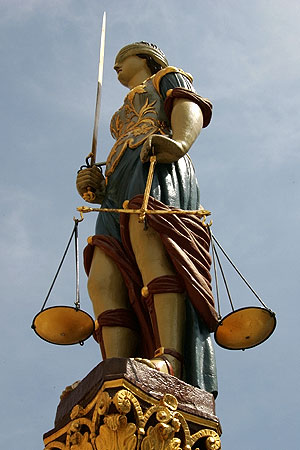
Alegorie spravedlnosti, Biel, Švýcarsko

Spravedlnost je jeden ze základních pojmů pro dobré uspořádání lidských vztahů, regulativní idea pro uspořádání společnosti a zejména pro právo. Podle Aristotela je to nejdůležitější z ctností, protože se vztahuje ke druhému a „nazývá se také dobro pro druhé“.
V oblastech různých vztahů (osobních vč. obchodních a pracovních (viz závazkové právo)), kde by měla vládnout spravedlnost, ji lze charakterizovat několika principy:
1. rovné zacházení se všemi – spravedlnost jako rovnost před zákonem,
2. přiměřené tresty i odměny – retributivní spravedlnost (viz společnost zásluh versus nároků),
3. spravedlivé rozdělování požitků i břemen – distributivní spravedlnost,
4. rozhodovat stejné případy stejně a nestejné odlišně – procesní spravedlnost.

## Původ a význam pojmu

Alegorie spravedlnosti (obecní znak)

Neurčitý, ale zřetelný a výrazný pocit křivdy dávají najevo už docela malé děti a nedávné pokusy na Emory University v USA to prokázaly i pro některé primáty. Již batole přejímá smysl pro spravedlnost od rodičů. Spravedlností se řídí soudy a rozhodování v archaických společnostech, kde se na tom zakládá autorita soudu. Spravedlnost tedy patří mezi základní nároky na lidské jednání i na vztahy ve společnosti.
„Kdo není schopen mít podíl na studu a spravedlnosti, má být usmrcen jako nákaza obce.“ — Platón  
„Bez spravedlnosti, pokud nesledují společný zájem, co jiného jsou království než velké loupeže?“ — Svatý Augustin  
Římský právník Ulpian vymezuje spravedlnost trojím požadavkem:
„Poctivě žít, nikomu neškodit, každému dávat, co mu patří.“
Takto široký pojem spravedlnosti se od Aristotela rozděluje do několika typů.

### Retributivní spravedlnost

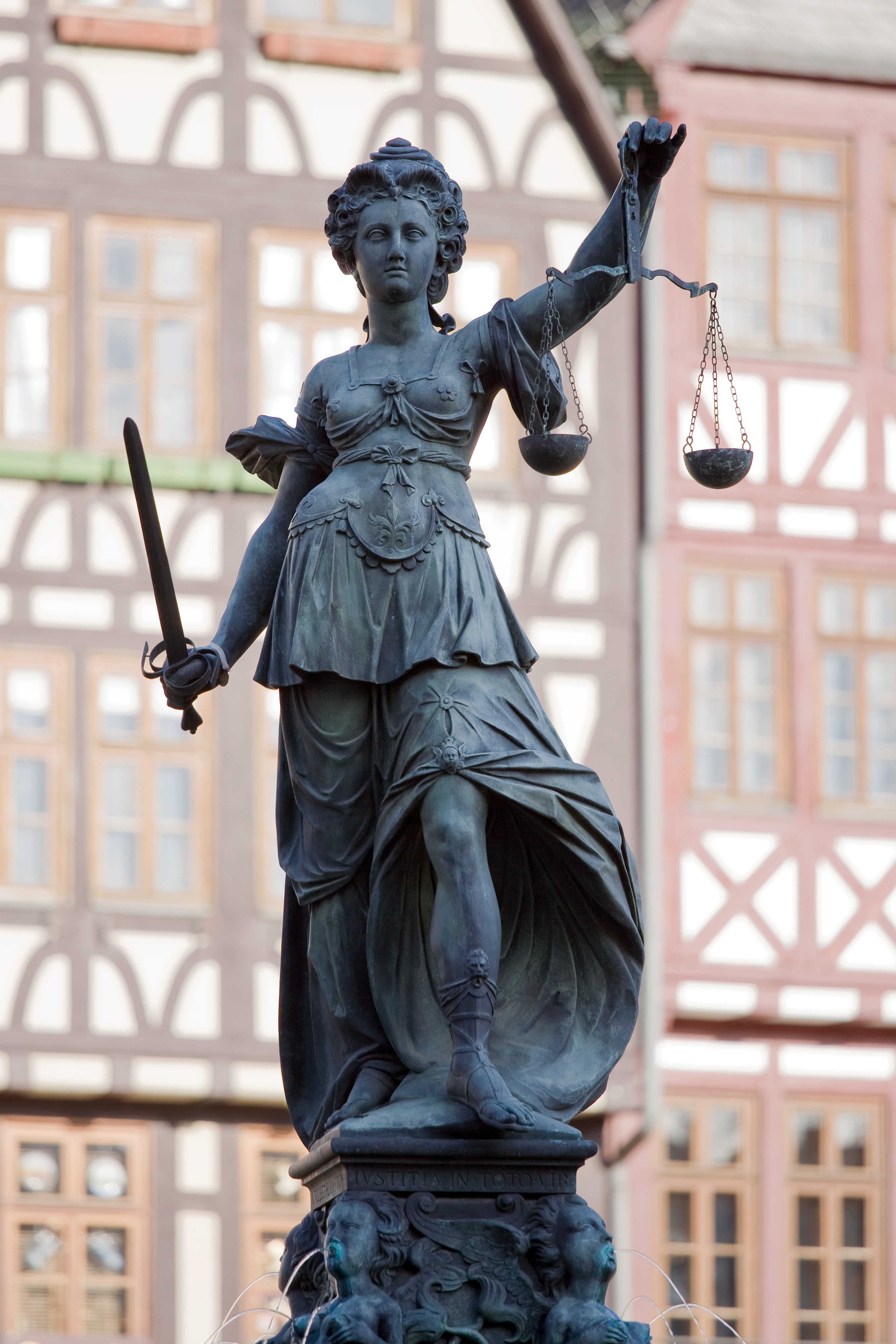
Alegorie spravedlnosti, Frankfurt n/M.

Nejstarší je patrně představa spravedlnosti retributivní čili opravné: zločin je třeba přiměřeně potrestat, dluh splatit a škodu napravit. Týká se tedy především vztahů mezi jednotlivými lidmi, případně skupinami, z nichž jedna vznáší proti druhé žalobu, protože se cítí být poškozena. Retributivní spravedlnost vyžaduje, aby pokud se obvinění prokáže, byl viník přiměřeně potrestán, případně aby poškozená strana dostala náhradu a satisfakci. Nejstarší indický Zákoník Manuův (1. tisíciletí př. n. l.) vysvětluje tento požadavek takto:
„Kdyby král neúnavně netrestal ty, které trestat má, silnější by si pekli ty slabší jako ryby na rožni. … Nikomu by nic nepatřilo a svět by byl vzhůru nohama.“
Zatímco potrestaný zločin padá plně na pachatele,
„čtvrtina (nepotrestané) nespravedlnosti padá na toho, kdo ji způsobil, čtvrtina na svědky, čtvrtina na soudce, čtvrtina na krále.“
Retributivní spravedlnost tedy vyžaduje nápravu a přiměřený trest; otázka je, co to znamená. Nejstarší teorie trestu, ius talionis, stanoví, že trest se má rovnat poškození:
„Oko za oko, zub za zub.“
Jakkoli se tato zásada může dnes zdát příliš tvrdá, znamenala tehdy omezení spravedlivé pomsty: za zub jen jeden zub, ne všechny. Moderní společnosti v každém případě trestají mírněji, zpravidla jen pokutou nebo omezením svobody.
Retributivní spravedlnost zobrazují všechny alegorie Spravedlnosti, římské Iustitia: je to žena se zavázanýma očima, protože nemá brát ohled na to, kdo před ní stojí. V jedné ruce má váhy jako symbol rovnosti, ale ve druhé meč, protože svá rozhodnutí musí umět i prosadit a vymáhat.
„Spravedlnost bez síly je bezmocná, síla bez spravedlnosti tyranská.“ — Blaise Pascal  

### Distributivní spravedlnost
Požadavek distributivní spravedlnosti nastupuje tam, kde se mezi několik subjektů rozdělují požitky nebo břemena: při dělení dědictví nebo kořisti, při rozdělování daní a podobně. Když se dvě děti tahají o tabulku čokolády, je spravedlivé jim ji rozdělit. Jednoduchá či mechanická spravedlnost říká, že každému stejně. Jenže stejný objem daně (jako byla raně středověká daň z hlavy) je pro bohatého maličkost, kdežto chudého by zruinoval. Jako by distributivní spravedlnost neměla být slepá, ale brát ohled na to, kdo před ní právě stojí. Proto druhá úvaha říká, že se má přihlížet k možnostem plátce. Ale ani stejná mzda pro všechny by nebyla spravedlivá: má se brát v úvahu jeho výkon či zásluha.
Požadavek distributivní spravedlnosti tedy rozhodně není jednoduchý a německý právní teoretik Rüthers uvádí zamotaný příklad: dědictví po otci obnáší stádo ovcí a má se rozdělit mezi tři syny; každý by dostal deset ovcí. Jenže nejmladší je nezletilý, a tak si oba starší vezmou po patnácti se závazkem, že se s nejmladším až dospěje vyrovnají. Mezitím ale nejstarší hospodařil špatně a zbývají mu už jen tři ovce, kdežto prostřední jich má třicet. Kolik ovcí mají dát nejmladšímu, aby to bylo spravedlivé?
O distributivní spravedlnost jde také v požadavku spravedlivé mzdy: má mít lékař větší plat než horník? Než učitel, poslanec, řidič? Na tuto obtížnou otázku odpovídají moderní společnosti tak, že spravedlivou mzdu každému určuje ten, kdo jeho výrobky či služby potřebuje. Ale kdo to má udělat pro ty, koho „potřebuje“ čili zaměstnává a platí stát?

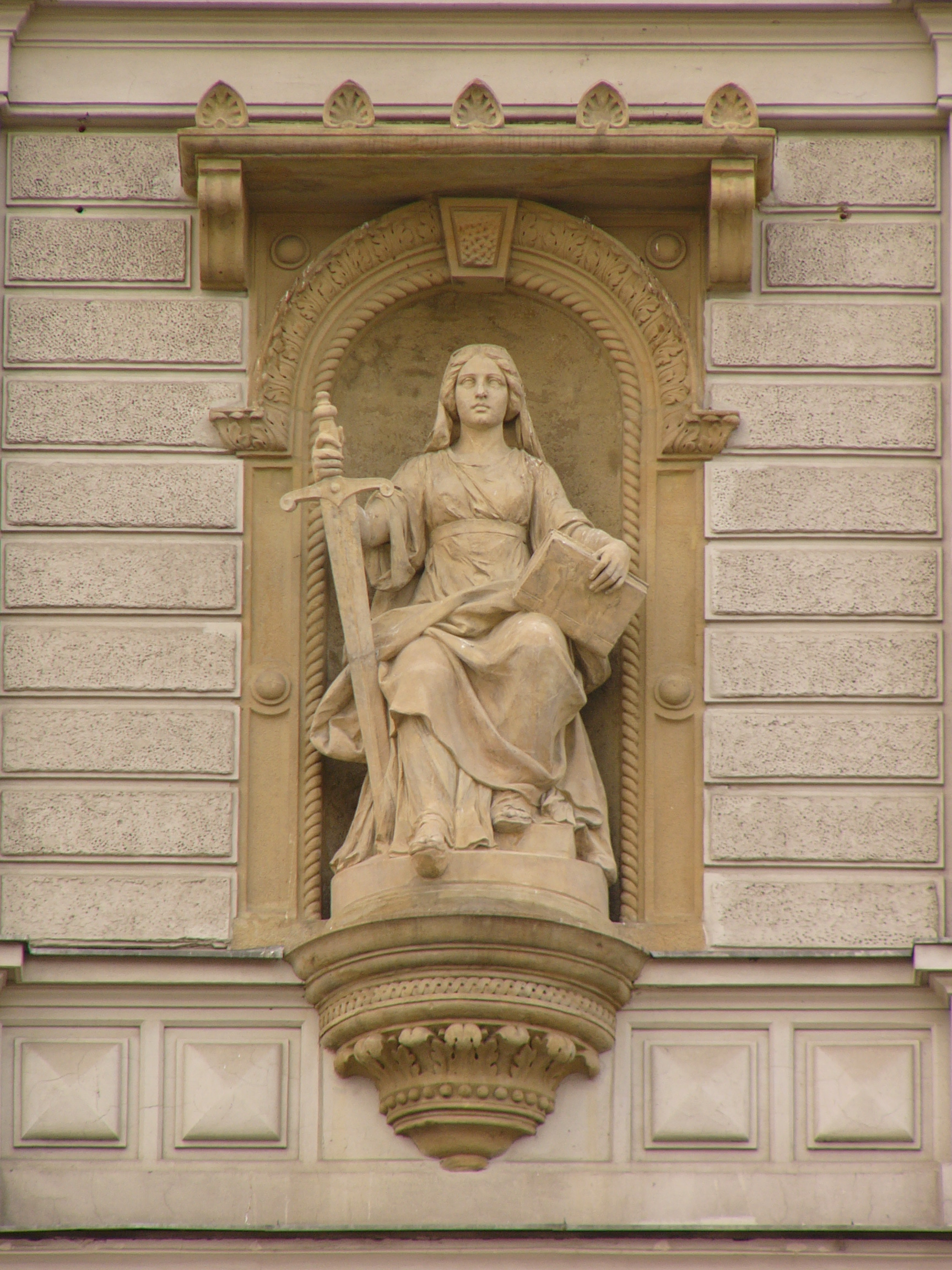
Spravedlnost s mečem a s knihou - socha na budově soudu v Olomouci

### Procesní spravedlnost
Moderní právo rozhoduje na základě psaných zákonů, které nikdy nemohou být ve všem a v každém jednotlivém případě spravedlivé. Jak k tomu říká Aristotelés:
„Pokud se týká různých jednání, mají sice obecné výroky (důvody, LOGOI) širší platnost, ale ty o jednotlivém jsou pravdivější.“
Přesto provoz moderního soudnictví vyžaduje také jistou předvídatelnost rozsudků a rozhodnutí, takže se teoretici shodují na jakémsi minimálním výměru spravedlnosti. Podle britského právního teoretika Harta znamená spravedlnost požadavek „rozhodovat ve stejných případech stejně a v nestejných odlišně“. To je ovšem požadavek minimální, neboť vyžaduje jen jistou důslednost či koherentnost rozhodování a 20. století zažilo politické systémy, kde se rozhodovalo sice důsledně, ale velmi nespravedlivě. Podle J. Přibáně se „zákon sám stal zločinem“.

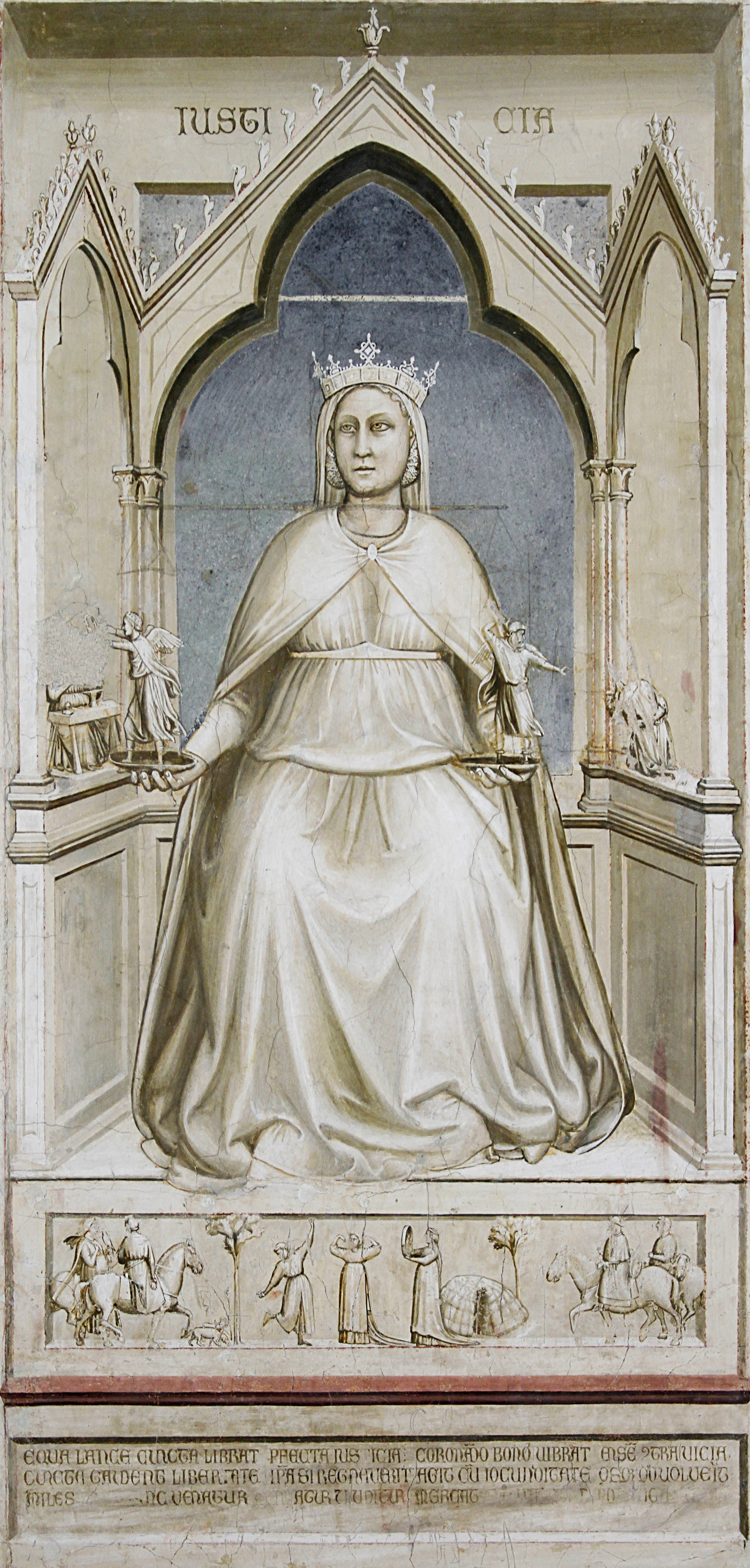
Spravedlnost váží jednotlivé lidi. Giotto di Bondone (1267–1337), Padova (Itálie)

### Spravedlnost jako férovost
Aristotelés v Etice Nikomachově píše, že zákony se musí týkat jen těch nejčastějších případů a že tudíž někdy vedou k nespravedlnostem. Doporučuje proto soudcům jistou slušnost či férovost (řecky epieikeia, latinsky aequitas, anglicky equity nebo fairness), a to jako „opravu zákonné spravedlnosti“.
Na pojmu férovosti a na myšlence společenské smlouvy vybudoval svou Teorii spravedlnosti významný americký politický filosof John Rawls. Rawls vychází z „původního stavu“, kdy žádné zákony nejsou, a navíc předpokládá „závoj nevědomosti“, kdy žádný z účastníků ještě neví, jaká role, postavení nebo majetek mu v budoucím uspořádání připadne. Za těchto předpokladů je spravedlivé to, co vyhovuje dvěma kritériím:
1. Každý má stejný nárok na stejnou soustavu politických práv a svobod, jakou lze zaručit pro všechny.
2. Společenské a ekonomické nerovnosti musí vyhovovat dvěma podmínkám:
  1. Musí se týkat postavení a úřadů, jež jsou otevřené každému za podmínek rovných příležitostí.
  2. Mají být nejvíce na prospěch těm nejméně zvýhodněným členům společnosti.

Tato pravidla mají klesající váhu: první má přednost před druhým a 2.1. má přednost před 2.2. a jsou ještě doplněna dvěma pravidly přednosti.
Rawlsova kniha se stala předmětem mnoha diskusí a má na myšlení o společnosti stále velký vliv. Vychází totiž z široce přijímaných předpokladů politického liberalismu a Kantovy filosofie, a přitom se snaží opatrně omezit výstřelky extrémního individualismu.

## Nejen spravedlnost

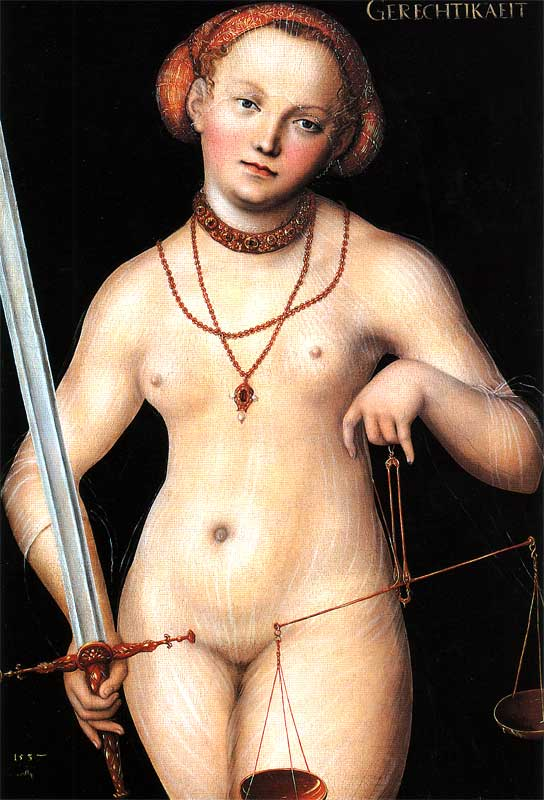
Alegorie spravedlnosti, Lucas Cranach starší, 1537

Jakkoli je spravedlnost pro každé společenství a každou společnost nesmírně důležitá, přece však sama nestačí. Předně se představa spravedlnosti opírá o jistou základní důvěru mezi lidmi, kterou římský právní teoretik Cicero popisuje takto:
„Základem spravedlnosti je ovšem důvěra (fides), tj. stálost a pravdivost řečeného a dohodnutého: … co se řekne, má se také stát.“
Aristotelés napsal, že spravedlnost je normou jednání ve velké společnosti, kdežto „mezi přáteli není spravedlnosti třeba“.
Francouzský filosof Emmanuel Lévinas, který spravedlnost vymezuje jako „právo promluvit“, říká nakonec toto:
„Spravedlnost mne vyzývá, abych překročil přímku spravedlnosti a konec této cesty pak už nic nemůže vyznačit. Za přímkou spravedlnosti se rozkládá nekonečná a neprozkoumaná říše dobra, jež vyžaduje všechny schopnosti každé jednotlivé přítomnosti.“